# Metulla
Metulla (hebr. מטולה; ang. Metula) – samorząd lokalny położony w Dystrykcie Północnym, w Izraelu.

## Położenie
Miasteczko jest położone w Górnej Galilei, na granicy z Libanem. Leży na północnym skraju Gór Naftali na wschodnim zboczu góry Har Cfija (610 m n.p.m.). We wschodniej części miasteczka znajdują się źródła rzeki Ajun, dającej początek rzece Jordan. W jego otoczeniu znajduje się moszaw Juwal, oraz kibuce Kefar Giladi i Misgaw Am. Po libańskiej stronie granicy znajduje się miasto al-Chijam, oraz wioski Kfar Kila, Deir Mimas, Burdż el-Moulouk, Ajn Arab Marjaajun i Arab el-Louaize. Na zachód od miasteczka znajduje się zamknięte od 2000 przejście graniczne Brama Fatimy pomiędzy Izraelem a Libanem. W rejonie Metulli rozlokowanych jest kilkanaście posterunków Sił Obronnych Izraela, a po stronie libańskiej jest wojskowa baza należąca do międzynarodowych sił UNIFIL.

## Demografia
Zgodnie z danymi Izraelskiego Centrum Danych Statystycznych w 2006 w osadzie żyło 1,5 tys. mieszkańców, w tym 93% Żydzi.
Populacja osady pod względem wieku (dane z 2006):
| Wiek (w latach) | Procent populacji w % |
| --------------- | --------------------- |
| 0–4             | 6,5%                  |
| 5–9             | 7,2%                  |
| 10–14           | 9,4%                  |
| 15–19           | 9,8%                  |
| 20–29           | 17,8%                 |
| 30–44           | 15,8%                 |
| 45–59           | 23,0%                 |
| ponad 60        | 10,6%                 |

Źródło danych: Central Bureau of Statistics.

## Historia

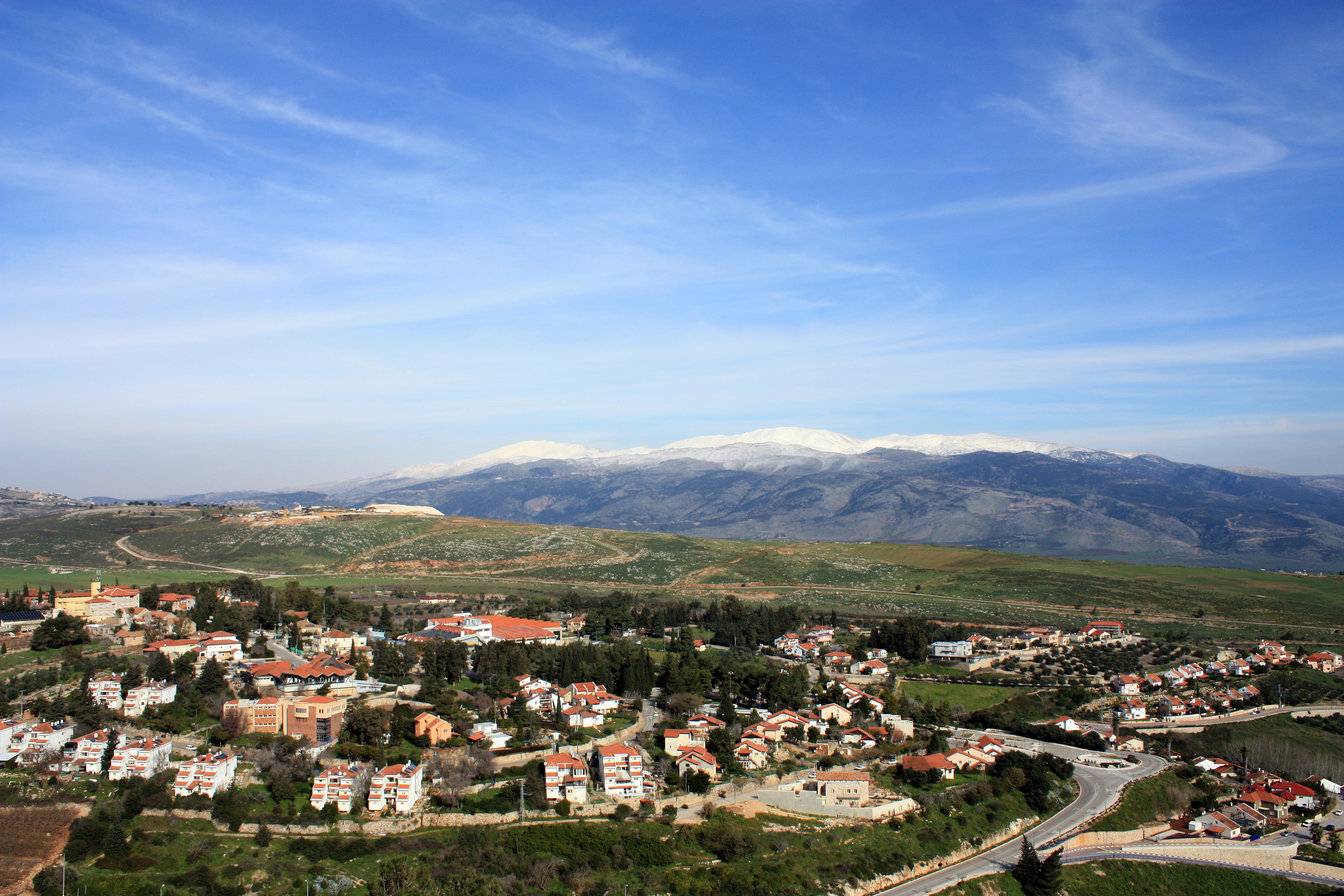
Widok na Metullę i górę Hermon

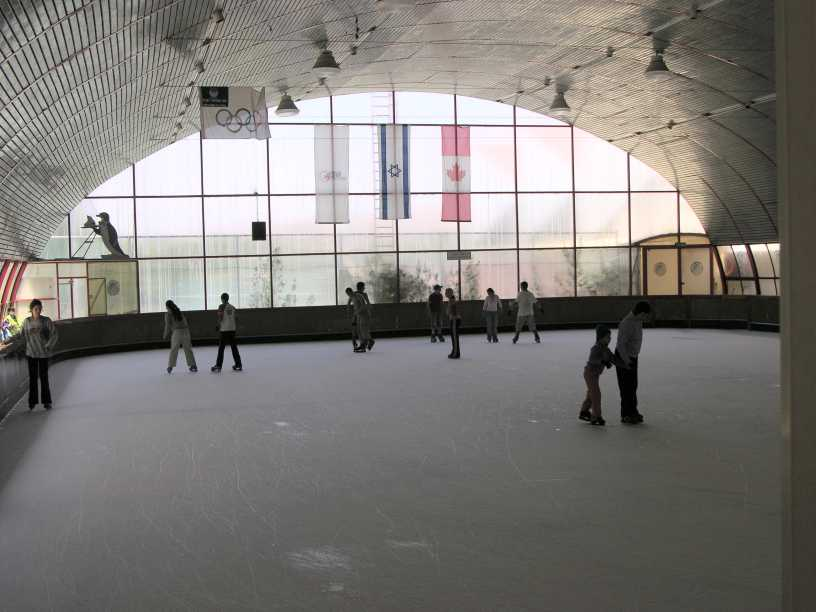
Canada Centre w Metulli

Pierwotnie w miejscu tym znajdowała się druzyjska wieś Umm-Talla. Była ona zamieszkała przez około 100 Druzów, którzy mieszkali w kamiennych domach położonych na zboczu wzgórza, w otoczeniu gruntów ornych. Podczas Powstania Druzów w 1895 roku mieszkańcy Metulli dołączyli do rebeliantów. Ponieważ pozostałe w wiosce kobiety nie były w stanie sobie poradzić z ciężką pracą na roli, właściciel ziemi, chrześcijanin z Sydonu o nazwisku Jabur Bej, sprzedał 1 280 hektarów żydowskiemu filantropowi baronowi Edmondowi Jamesowi de Rothschildowi. Ziemia ta została następnie wydzierżawiona ponad 600 Druzom. Po upadku powstania Druzów, dawni mieszkańcy Metulli powrócili i zażądali zwrotu prawa najmu ziemi. Sprawujący nadzór w imieniu barona Rothschilda, Joszua Ossovetski wezwał władze tureckie, którzy aresztowali Druzów jako rebeliantów i dezerterów z tureckiej armii. Następnie Ossovetski zaproponował im niewielkie odszkodowania w zamian za zrezygnowanie z roszczeń do ziemi. Jednakże wielu z nich było nadal niezadowolonych i spory toczyły się przez osiem lat. W 1904 roku problem rozwiązało Jewish Colonization Association, które wypłaciło Druzom dodatkowe odszkodowanie w wysokości 3 tys. tureckich funtów. Żydowska osada rolnicza Metulla została oficjalnie założona 9 czerwca 1896 roku. Był to moszaw, który początkowo nazwano Am Segula (hebr. עם סגולה; pol. Naród Wybrany). Większość mieszkańców była żydowskimi imigrantami z Rosji, do których dołączyli pionierzy z Petach Tikwy i Safedu. Pod koniec I wojny światowej Metulla znalazła się we francuskiej strefie okupacyjnej w Libanie. Metulla weszła do francuskiego Mandatu Syrii i Libanu. Arabowie oskarżali Żydów z Metulli o sprzyjanie władzom francuskim, chociaż w rzeczywistości usiłowali oni zachować neutralność. W styczniu 1920 wybuchły arabskie rozruchy, podczas których ponad 100 mieszkańców Metulli uciekło do Synodu. W nocy z 8 na 9 lutego 1920 roku moszaw Metulla został splądrowany przez Arabów. W październiku Żydzi powrócili do Metulli. Na podstawie brytyjski-francuskiego porozumienia z 1920 roku stwierdzono, że Metulla miała wejść do brytyjskiego Mandatu Palestyny, jednak cała procedura przeciągnęła się do kwietnia 1924. Brytyjski działacz syjonistyczny Norman Bentwich napisał w 1919 roku: 
„Metulla, najbardziej wysunięta na północ placówka, nabiera nowej funkcji jako letnisko dla reszty kraju. Jej górskie powietrze i wspaniałe położenie wysoko ponad wąwozem, w którym spływa strumień Jordanu, sprawiają, że w suche dni lipca i sierpnia jej kilka domostw jest bardzo zatłoczonych. Metulla jest letnią stacją dla mężczyzn i kobiet z innych kolonii. Jest jednak zbyt bardzo oddalona od ważnych dróg, aby mogła przyciągnąć turystów. Ale od czasu do czasu ta górska okolica staje się miejscem odpoczynku dla żydowskich mieszkańców nizin, tak jak górskie stacje w Libanie są miejscem odpoczynku dla Syryjczyków z nizin”.
Metulla odgrywała ważną rolę w przemycie nielegalnych żydowskich imigrantów z Mandatu Syrii i Libanu do Palestyny. Podczas wędrówki po górskich okolicach, często dochodziło do rabowania imigrantów przez Arabów. Metulla służyła im jako przystanek tranzytowy i miejsce odpoczynku. Przewożono ich stąd dalej samochodami ciężarowymi w głąb kraju. Podczas arabskiego powstania w Palestynie (1936–1939) wokół osady wybudowano sieć pozycji obronnych, które obsadzili członkowie żydowskiej organizacji paramilitarnej Hagana. Podczas II wojny światowej Brytyjczycy nawiązali ścisłą współpracę wojskową z Haganą, tworząc kompanie szturmowe Palmach. Podczas operacji „Exporter” w czerwcu 1941 roku siły Palmach jako pierwsze przeniknęły na terytorium Libanu, zabezpieczając mosty na rzece Litani dla nacierających wojsk brytyjskich. Działania te prowadzono między innymi z rejonu Metulli. W latach 1943–1944 Brytyjczycy wybudowali most na rzece Ajun. Po wojnie, 17 czerwca 1946 roku, jednostka Palmach zniszczyła ten most. Przyjęta 29 listopada 1947 roku Rezolucja Zgromadzenia Ogólnego ONZ nr 181 przyznała rejon Rosz Piny państwu żydowskim. Społeczność arabska odrzuciła jednak propozycję podziału Palestyny na dwa państwa (żydowskie i arabskie) i doprowadziła do wybuchu Wojny domowej w Mandacie Palestyny. Arabskie milicja sparaliżowały żydowską komunikację w Galilei. Obrona rejonu Metulli była ważnym elementem działań Sił Obronnych Izraela podczas I wojny izraelsko-arabskiej w 1948 roku. Aby uniemożliwić libańskim wojskom zaatakowanie Metulli, już na samym początku wojny wysadzono most na rzece Ajun (odbudowano go dopiero w 1980 r.). Podczas operacji „Hiram” w październiku 1948 roku Izraelczycy wkroczyli na terytorium Libanu i zajęli sąsiednie wioski. Stały się one kartą przetargową podczas negocjacji nad traktatem o zawieszeniu broni izraelsko-libańskim w 1949 roku. Po wojnie okazało się, że większość pól uprawnych Metulli znalazła się na libańskim terytorium. Wymusiło to na mieszkańcach zmianę źródeł dochodów. W 1949 roku Metulla otrzymała status samorządu lokalnego. W latach 50. XX wieku miejscowość zelektryfikowano.
Miejscowość była wielokrotnie ostrzeliwana i atakowana przez terrorystów przenikających przez granicę z terytorium Libanu. 1 stycznia 1970 roku terroryści porwali Szmuela Rosenwassera. Został on uwolniony w lutym 1972 roku w zamian za zwolnienie z izraelskich więzień jednego z terrorystów. Pomimo tych napaści, w 1976 roku otworzono przejście graniczne Brama Fatimy. W lipcu 1981 roku Metulla była kilkakrotnie ostrzelana z terytorium Libanu. Podczas wojny libańskiej (1982–1985) Izraelczycy ponownie wkroczyli do Libanu. Na północ od Metulli znajdowało się lotnisko polowe. 10 marca 1985 roku w pobliżu mostu na rzece Ajun doszło do samobójczego zamachu terrorystycznego przeprowadzonego na konwój izraelskich żołnierzy. W zamachu zginęło 12 żołnierzy, a 14 zostało rannych. Kiedy w 2000 roku izraelska armia wycofała się ze strefy bezpieczeństwa w południowym Libanie, sytuacja w rejonie Metulli znacznie się pogorszyła. Przejście graniczne zamknięto. Jest ono otwierane jedynie w sytuacjach wyjątkowych, takich jak ułatwienie dostępu do pomocy medycznej dla mieszkańców południowego Libanu. Podczas II wojny libańskiej w 2006 roku miejscowość ucierpiał od ostrzału rakietowego Hezbollahu. W Metulli istnieją specjalne zarządzenia bezpieczeństwa, nakazujące wszystkim schronienie się w schronach po ogłoszeniu alarmu lub po pierwszej salwie nieprzyjacielskiego ostrzału.

## Kultura i sport
W miejscowości jest dom kultury oraz biblioteka publiczna. Z obiektów sportowych jest basen pływacki, sala sportowa z siłownią, boisko do piłki nożnej i korty tenisowe. W Metulli znajduje się także jedyne w Izraelu lodowisko o olimpijskich wymiarach. Wchodzi ono w skład kompleksu sportowego Winter Sports Kanada Center, finansowanego przez żydowską społeczność z Kanady. Trenują tutaj izraelscy łyżwiarze figurowi i odbywają się Mistrzostwa Izraela Łyżwiarstwa Figurowego.

## Edukacja
W miejscowości znajdują się dwa przedszkola oraz szkoła podstawowa HaNadiv. Liczba uczniów wynosi 112, a średnia w klasie to 19 uczniów (dane z 2008).

## Turystyka
Osada jest znanym kurortem zimowym i letnim. W pobliżu znajduje się Park Narodowy Nahal Ajon, z czterema wodospadami, które robią szczególne wrażenie zimą. Przy zwiedzaniu okolicznych terenów trzeba podporządkować się zarządzeniom bezpieczeństwa Sił Obronnych Izraela.

## Gospodarka
Podstawą tutejszej gospodarki jest rolnictwo, sadownictwo i turystyka.

## Komunikacja
Z miejscowości wyjeżdża się na południe drogą nr 90, którą dojeżdża się do kibucu Kefar Giladi. Na zachód od miasteczka znajduje się zamknięte od 2000 przejście graniczne Brama Fatimy pomiędzy Izraelem a Libanem.

## Miasta partnerskie
- Pocking, Niemcy